# Sweden International Horse Show

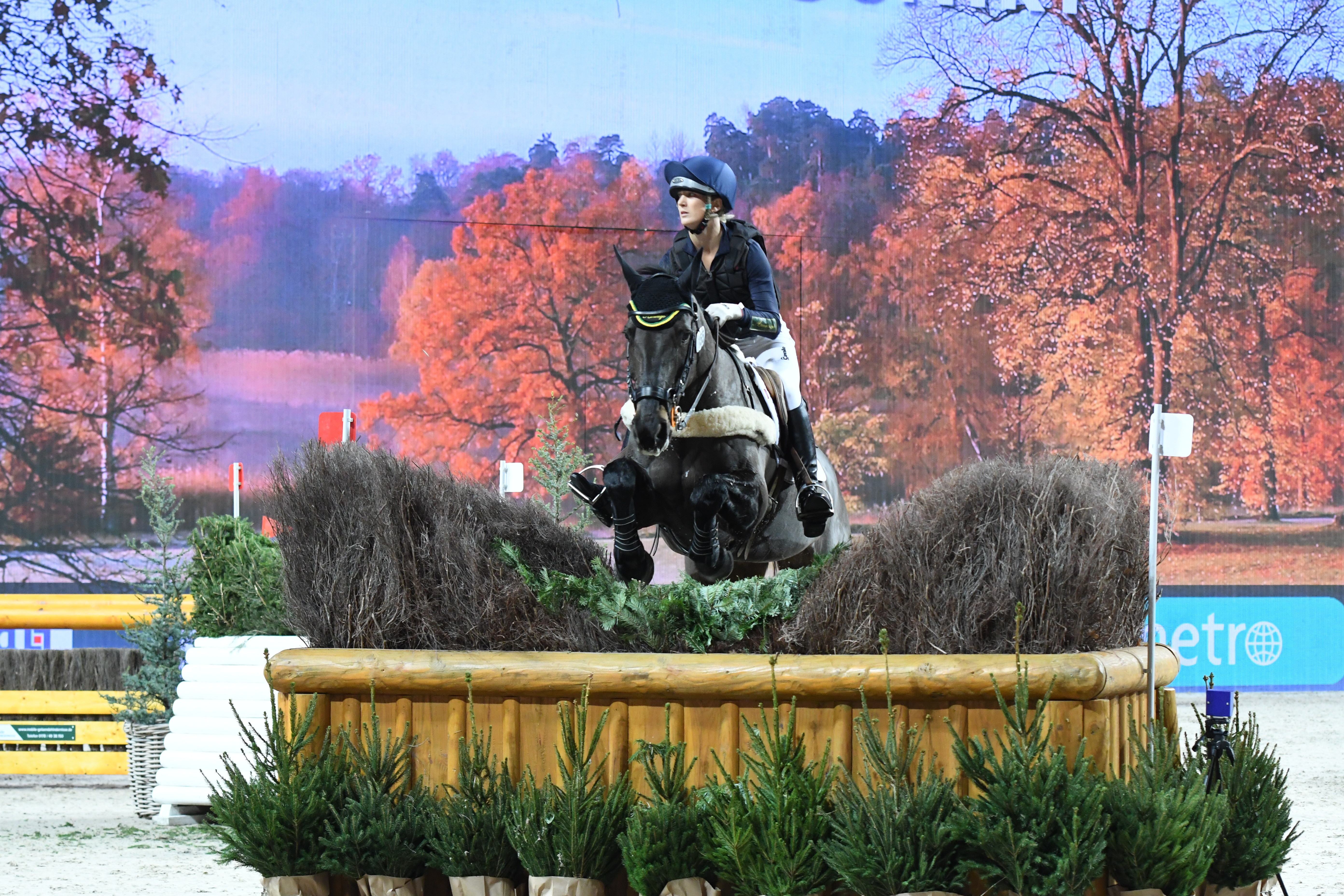
Lissa Green och Malin Head Clover under inomhusfälttävlan vid Sweden International Horse Show 2018.

Sweden International Horse Show är ett svenskt internationellt, årligt hästsportevenemang i Strawberry Arena (tom 2023 Friends Arena) i Solna/Storstockholm under fyra dagar från och med november 2014. Evenemanget ersätter det tidigare liknande evenemanget Stockholm International Horse Show i Globen (1993–2013) och samarrangeras av Svenska Ridsportförbundet i samverkan med Internationella ridsportförbundet. 
Showen har en unik mix av den bästa hästsporten med de största internationella stjärnorna inom tävling och show, det arrangeras internationella tävlingar inom banhoppning med H&M Grand Prix, i dressyr med Lövsta Top 10,  i fyrspannskörning (sportkörning) med FEI World Cup, i Fälttävlan med Agria Indoor Eventing, World Cup Final i tölt för islandshästar och många fler nationella tävlingsklasser bland annat med prestigefyllda Prins Carl Philips pris i hoppning för Sveriges bästa ponnyryttare.
Evenemanget räknas som ett av världens största inomhusevenemang inom ridsporten räknat i antalet besökare per dag (2021 var evenemangets totala publik 90 000 personer) och är ett av Stockholms största återkommande evenemang. Evenemanget var nominerat till "Event of the year" vid "Stadium sector’s 2022 Awards", arrangerades den 5 juli 2022 på Emirates Old Trafford, Manchester.
Organisation
Initiativtagare till evenemanget 1993 var Ulf Rosengren, med en bakgrund bland annat som Generalsekreterare för Svenska Ridsportens Centralförbund 1982–1993, Generalsekreterare Svenska Ridsportförbundet 1993–1996. Ulf var en av initiativtagarna och den drivande kraften att det första samlade Världsmästerskapet inom ridsporten Ryttar-VM 1990  genomfördes i Stockholm sommaren 1990.
Event Director för evenemanget är (2024) Christin Ericsson som har haft denna roll sedan 2019.(Ulf Rosengren 1993–2018)
Show Director för evenemanget är (2024) Tobias Mattsson som har haft denna roll sedan 2017. (Mats Mellberg 1993 - 2016)
Sportchef för evenemanget är (2024) hoppryttaren Malin Baryard-Johnsson som haft denna roll sedan 2014.